# The Very Best of the Grateful Dead
The Very Best of the Grateful Dead je kompilační album skupiny Grateful Dead. Album vyšlo 16. září 2003 u Rhino Records. Album produkovali James Austin a David Lemieux.

## Seznam skladeb
| Pořadí | Název                                   | Autor                      | Původní album                     | Délka |
| ------ | --------------------------------------- | -------------------------- | --------------------------------- | ----- |
| 1.     | Truckin'                                | Garcia, Hunter, Lesh, Weir | American Beauty                   | 5:08  |
| 2.     | Touch of Grey                           | Garcia, Hunter             | In the Dark                       | 5:50  |
| 3.     | Sugar Magnolia                          | Hunter, Weir               | American Beauty                   | 3:19  |
| 4.     | Casey Jones                             | Garcia, Hunter             | Workingman's Dead                 | 4:28  |
| 5.     | Uncle John's Band                       | Garcia, Hunter             | Workingman's Dead                 | 4:46  |
| 6.     | Friend of the Devil                     | Dawson, Garcia, Hunter     | American Beauty                   | 3:24  |
| 7.     | Franklin's Tower                        | Garcia, Hunter, Kreutzmann | Blues for Allah                   | 4:33  |
| 8.     | Estimated Prophet                       | Barlow, Weir               | Terrapin Station                  | 5:38  |
| 9.     | Eyes of the World                       | Garcia, Hunter             | Wake of the Flood                 | 5:20  |
| 10.    | Box of Rain                             | Hunter, Lesh               | American Beauty                   | 5:20  |
| 11.    | U.S. Blues                              | Garcia, Hunter             | Grateful Dead from the Mars Hotel | 4:40  |
| 12.    | The Golden Road (To Unlimited Devotion) | Garcia                     | The Grateful Dead                 | 2:12  |
| 13.    | One More Saturday Night                 | Weir                       | Europe '72                        | 4:50  |
| 14.    | Fire on the Mountain                    | Hart, Hunter               | Shakedown Street                  | 3:48  |
| 15.    | The Music Never Stopped                 | Barlow, Weir               | Blues for Allah                   | 4:35  |
| 16.    | Hell in a Bucket                        | Barlow, Weir               | In the Dark                       | 5:38  |
| 17.    | Ripple                                  | Garcia, Hunter             | American Beauty                   | 4:10  |

## Sestava

### Grateful Dead
- Jerry Garcia – kytara, zpěv
- Bob Weir – kytara, zpěv
- Phil Lesh – baskytara
- Bill Kreutzmann – bicí
- Mickey Hart – bicí
- Tom Constanten – klávesy
- Ron McKernan – varhany, zpěv
- Keith Godchaux – klávesy
- Donna Godchaux – zpěv
- Brent Mydland – klávesy

### Hosté
- Dave Torbert – baskytara v „Box of Rain“
- Dave Nelson – elektrická kytara v „Box of Rain“
- David Grisman – mandolína v „Friend of the Devil“ a „Ripple“
- Merl Saunders – varhany v „One More Saturday Night“
- Steven Schuster – saxofon v „The Music Never Stopped“
- Tom Scott – lyricon a saxofon v „Estimated Prophet“
- The Martyn Ford Orchestra – ve skladbě „Estimated Prophet“
- The English Choral – ve skladbě „Estimated Prophet“
- Jordan Amarantha – perkuse v „Fire on the Mountain“
- Matthew Kelly – harfa v „Fire on the Mountain“
- John Kahn – ve skladbě „Fire on the Mountain“
- Howard Wales – varhany v „Truckin'“